# Luxé
Luxé település Franciaországban, Charente megyében. Lakosainak száma 732 fő (2022. január 1.). Luxé Cellettes, Fontenille, Fouqueure, Juillé, Ligné, Saint-Groux és Villognon községekkel határos.

## Népesség
A település népességének változása:
| Lakosok száma | 777  | 751  | 733  | 783  | 732  | 720  | 723  | 723  | 720  | 732  |
|               | 1968 | 1982 | 1990 | 2006 | 2013 | 2015 | 2017 | 2019 | 2020 | 2022 |